# Quinine
Quinine is een studioalbum van de Amerikaanse rapper Nine. Het album kwam zowel digitaal als op cd uit op 9 april 2009. Quinine kwam dertien jaar later uit dan het vorige album van Nine, Cloud 9. De bonustrack "U Don't Want That" stond alleen op de cd.

## Nummers
1. "What's Done Is Done" - 3:06
2. "Bionic" - 3:52
3. "Furious" - 3:01
4. "Hip Hop" - 4:04
5. "Gimme My Money" - 3:24
6. "Red Light Green Light" - 4:08
7. "Shotgun" - 2:39
8. "Homicide" - 4:00
9. "Yes" - 3:30
10. "Glock 9" - 3:14
11. "Quinine" - 3:29
12. "Push" - 3:08
13. "He Got a Problem" - 3:52
14. "U Don't Want That" - 3:35